# いま得!
『いま得!』（いまとく）は、2005年7月4日から2006年3月24日までテレビ朝日（関東ローカル）で平日午前10時台前半に放送されていた生活情報番組。同局宣伝局が制作。

## 番組概要
2005年6月まで1年3か月にわたって放送された『快適!ズバリ』の後を受けてスタート。この番組では女優の斉藤慶子、歌手の森口博子らをメインに、アットホームな雰囲気で、身近な情報に着目。主に健康、ダイエット、美容、グルメ、最新トレンドなどを題材に取り上げ、これらを番組なりにうんちくを紹介するものだった。
番組中期あたりから水曜日・木曜日は通販に特化した内容となり、金曜日は夕方のニュース番組『スーパーJチャンネル』で放送した特集を再編集したものを放送したりもしていた。
特集企画以外にも、料理研究家兼フードプロデューサーの土井善晴が料理を披露する『土井善晴のおいしい一品』が毎週金曜日（2005年10月より木曜日）にあり、当時アシスタントで参加していたテレビ朝日アナウンサー・前田有紀が料理に興味を持ったきっかけもこの番組である。
また、特集企画の後、テレビ朝日リビング（現在：ロッピングライフ）提供のテレビショッピングコーナー「Oh!それ見ぃーよ」（MC：ささきいさお。出演：松川裕美、林家きく姫）があった。さらに、前番組『快適!ズバリ』からの継続として、同番組で好評だった「骨骨☆健康体操」のコーナーが番組エンディングで行われた。
2006年になると、有名人が街を歩くロケ企画を多く放送するようになってくる。当初はこれまでの曜日特集と並行しながら行っていたが、放送末期には、有名人の散歩企画に特化した内容となった。これが後番組『ちい散歩』、その後の『若大将のゆうゆう散歩』、『じゅん散歩』と続く「〇〇散歩」シリーズの礎を築く形となる。
番組は2006年3月24日で終了し、『うるおい宣言!』（2002年4月 - 2003年3月）から続くテレビ朝日平日9:55枠では9か月と短い放送期間となり、同時に4年間続いた生活情報番組シリーズに幕を下ろす。

## 編成
番組は一貫して月曜 - 金曜9:55 - 10:30（JST、関東ローカル）の時間帯に放送されていた。
また、放送当時は祝日に『スーパーモーニング』の放送時間延長（ - 10:30）が存在していた関係もあり、また放送時間前の突発事件・事故でANN報道特別番組が編成された場合はもちろんのこと、さらに放送期間中にトリノオリンピック、WBCといった国際的スポーツイベントがあり、それらの関連で休止されることもあった。また、テレビ朝日側のローカル編成の都合により本番組自体が休止になることもしばしばあった。以下は主な一例である。
- 2005年9月12日：第44回衆議院議員総選挙開票日翌日に伴う『スーパーモーニング』放送時間延長
- 2006年3月15日：2006ワールド・ベースボール・クラシック第2ラウンド「メキシコ対日本」戦中継[5]

## 出演者

### 司会
- 斉藤慶子
- 森口博子

### アシスタント
- 前田有紀（テレビ朝日アナウンサー）

### リポーター
- 会田幸恵
- 高田景子 他

### コーナー出演
- 土井善晴（料理研究家、フードプロデューサー）：金曜日→木曜日「土井善晴のおいしい一品」
- ささきいさお：（Oh!それ見ぃーよ）
- 林家きく姫：（Oh!それ見ぃーよ）
- 長谷愼一（長谷接骨院 - ウェイバックマシン（2000年10月1日アーカイブ分）院長、骨骨先生）

## 主なコーナー
※は後番組『ちい散歩』でも継続された。
- 日替わり特集
- 情報コーナー
- マル得相談室
- いま得通販（水曜日・木曜日）
- スーパーJチャンネル特集（金曜日）
- 散歩ロケ企画（月曜日・火曜日など。番組末期には全曜日で行われ、後番組『ちい散歩』から始まる「散歩シリーズ」へ繋がる。）
- 土井善晴のおいしい一品（金曜日→木曜日）（※「土井善晴の食卓の美味しいおかず」に改題、- 2009年3月）
- いま得情報（金曜日）
- Oh!それ見ぃーよ（※ - 2007年3月）
- 骨骨☆健康体操（※ 2009年2月 -「骨骨☆10秒体操」）

など

## 放送内容

### 2005年
- 7月4日：乳がんの正しい知識「自己診断法から最新検査法」
- 7月5日：腰痛のいま得!流簡単解決法
- 7月6日：男性より女性の方が汗臭い!?
- 7月7日：最新・うなぎのおいしい食べ方!!
- 7月8日：肩こり
- 7月11日：薄毛
- 7月12日：〜永遠のタフガイ〜石原裕次郎『弟』
- 7月13日：「夏冷えて秋太る?」冷温風扇やすらぎウインド
- 7月14日：脱!たるみ顔で10歳若返り!!
- 7月15日：『弟』石原裕次郎の素顔
- 7月19日：ジンギスカン〜お肉で中年太り撃退
- 7月20日：夢の乗馬運動器「ロデオボーイ」
- 8月2日：夏のドロドロ血予防&克服法!
- 8月3日：化粧くずれ
- 8月4日：歯周病
- 8月5日：ゴーヤ イボイボで夏バテ防止
- 8月9日：熱中症
- 8月10日：楽をしてると垂れる〜バストの崩れを防ぐブラ〜
- 8月11日：スカルプシャンプー 1250万人
- 8月12日：カレーで痩せる?
- 8月15日：夏バテ解消法
- 8月16日：ヤバいがヤバい
- 8月17日：加齢毛穴
- 8月18日：Mr.ちょいシミ
- 8月19日：臭わない方法も教えちゃいます
- 8月22日：老眼 どんどん遠くなっちゃうんです!
- 8月23日：自律神経失調症 8割が女性
- 8月24日：シミ・そばかす・くすみ
- 8月25日：隠れ肥満 見た目ではわかりません
- 8月26日：レバー ヘルシーに鉄分・ビタミンA補給
- 9月5日：国民病
- 9月7日：自宅でサロン気分
- 9月8日：世界一危険な都市!
- 9月9日：緑のネバネバ
- 9月13日：“円満が一番”です。
- 9月14日・9月15日・9月16日：失敗しない葬儀会社の選び方
- 9月14日：スリムソニックSPA
- 9月15日：マッサージチェア
- 9月20日：更年期障害
- 9月21日：アンチエイジング・ファッション
- 9月26日：年金（公的年金）基礎知識
- 9月27日：年金（公的年金）応用編
- 9月28日：家庭用精米機・マジックミル
- 9月29日：骨骨コルセット
- 9月30日：リフォーム
- 10月3日：遺伝子ダイエット
- 10月4日：言葉
- 10月5日：シミ隠し
- 10月6日：英会話レッスンプレーヤー
- 10月7日：旅行
- 10月11日：実録!珍ペットにハマった人たち
- 10月12日：大橋タカコオリジナル化粧筆
- 10月13日：自動調節枕
- 10月14日：温泉トラブル
- 10月18日：「節約」&「生活の裏ワザ」
- 10月19日：イオニックブリーズ
- 10月20日：本タラバガニ
- 10月21日：中高年のアイドル（スーパーJチャンネル、2005年9月23日放送「ウワサの検証人 〜中高年のアイドルがまた現れたらしい〜」を再編集して放送。綾小路きみまろ、マキシム、あさみちゆきを紹介。）
- 10月24日：仮面高血圧
- 10月25日：ダメ夫にブチ切れた妻たち カメラは見た!夫婦ゲンカの実態!
- 10月26日：オーストリッチバッグ
- 10月27日：肺炎球菌ワクチン
- 10月28日：アンコールワット
- 11月1日：脳の活性化
- 11月2日：高速振動シェイプアップマシン
- 11月4日：ドイツの美少女達人
- 11月7日：糖尿病
- 11月8日：古と未来が出会う街
- 11月9日：愛される目元メーク
- 11月10日：コラーゲンコーヒー
- 11月11日：風に吹かれて豆腐屋ジョニー・謎のジョニーを探せ（スーパーJチャンネル、2005年10月21日放送）
- 11月14日：風邪
- 11月16日：監視センサー付き電話
- 11月17日：「わずか1分で若返る!」とっておきスタイリング術
- 11月18日：風に吹かれて豆腐屋ジョニー・駅近グルメ（スーパーJチャンネル、2005年10月24日放送）
- 11月21日：骨粗しょう症
- 11月22日：年賀状シーズン特別企画・字を書くことをもう一度見直そう!
- 11月24日：家庭用電位治療器
- 11月25日：風に吹かれて豆腐屋ジョニー・秋田（スーパーJチャンネル、2005年9月16日放送）
- 11月28日：便秘
- 11月29日：占い（新宿の母・栗原すみ子、大泉の母・木下多恵子を紹介）
- 12月1日：北海道グルメ
- 12月2日：暮らしの達人〜おそうじ本舗（スーパーJチャンネル、2005年6月22日放送）
- 12月5日：快眠
- 12月6日：最新鍋&いま得流健康鍋
- 12月7日：エクスボーテクリスマススペシャルコフレ
- 12月8日：浴室換気乾燥暖房機
- 12月9日：コメ兵新宿店オープン（スーパーJチャンネル、2005年11月11日放送）
- 12月12日：腰痛対策
- 12月13日：銀座（ゲスト：初代市川右近・二代目市川猿弥・二代目市川春猿（歌舞伎俳優））
- 12月15日：ダイソン掃除機
- 12月16日：羽毛布団

### 2006年
- 1月10日：代々木八幡（ゲスト：大和田伸也）
- 1月11日：クロコダイルバッグ
- 1月12日：マッサージチェア
- 1月13日：ウワサの検証人〜超能力犬がいるらしい〜（スーパーJチャンネル、2005年4月22日放送）
- 1月16日：大田区池上（ゲスト：萩原流行）
- 1月17日：逗子・葉山・秋谷（ゲスト：ピーター）
- 1月18日：万年筆の魅力、ミルキーローション
- 1月19日：自動車保有関係手続きのワンストップサービス、サンヨー電気毛布
- 1月20日：奥様鑑定団〜築地グルメ（スーパーJチャンネル、2005年12月19日放送）
- 1月23日：占い・新宿の母（ゲスト：栗原すみ子）
- 1月25日：骨骨ひざベルト
- 1月26日：エアウォッシャー
- 1月27日：おばあちゃんの知恵袋（スーパーJチャンネル、2005年3月7日放送）
- 1月30日：占い・大泉の母（ゲスト：木下多恵子）
- 1月31日・2月1日：花粉症対策
- 2月1日：ピンクパールシルクUVシルコラージュパウダー
- 2月2日：浴室換気乾燥暖房機
- 2月3日：横綱ボウラーの謎（スーパーJチャンネル、2005年5月27日放送）
- 2月6日：女子アナ二人ぶらり散歩・麻布十番（散歩人：松尾由美子、前田有紀）
- 2月7日：路地裏の名店
- 2月8日：健康肌着
- 2月9日：竹原慎二プロデュースシェイプスーツ
- 2月10日：菜漬器『幸局』
- 2月13日：食材探しの旅「江戸川区」（ゲスト：武内伸（ラーメン評論家）、佐野実）
- 2月14日：100円ショップ、神楽坂で鍋
- 2月15日：おいしいみかん料理
- 2月16日：シルキーグローブ
- 2月17日：ウワサの検証人〜東京にも謎の看板が多いらしい〜（スーパーJチャンネル、2005年12月23日放送）
- 2月20日：パンの達人
- 2月21日：北海道グルメ
- 2月22日：マイルドピーリングゲル
- 2月23日：防水液晶テレビ
- 2月24日：ロデオボーイ
- 2月27日：東京歴史散歩（ゲスト：由美かおる）
- 2月28日：歴史散歩「開国ペリー道」（ゲスト：多岐川裕美）
- 3月1日：ひざの痛みと解消法
- 3月2日：クマ隠し
- 3月3日：東京都日野市を俳優・竹脇無我と散歩
- 3月6日：風見しんごの青春時代
- 3月7日：ヨネスケの市川・浦安旅
- 3月8日：大川栄策の代々木上原物語
- 3月9日：街歩き『原宿』〜安岡力也編
- 3月10日：海中温泉
- 3月13日：山本譲二物語
- 3月14日：女優・音無美紀子の住む街新百合ヶ丘
- 3月16日：街歩き『自由が丘』〜八代亜紀編
- 3月17日：街歩き『目黒・白金』〜大山のぶ代編
- 3月20日：街歩き『原宿・赤坂』〜未唯編
- 3月22日：奈美悦子の青春時代
- 3月23日：街歩き『成城』〜山本リンダ編
- 3月24日：総集編（最終回）

## エンディングテーマ
- 『再会』（小椋佳）

## スタッフ
- 美術：日芸
- 技術協力：TSP
- 制作：テレビ朝日、VIVIA